# Ficus boninsimae
Ficus boninsimae là một loài thực vật có hoa trong họ Moraceae. Loài này được Koidz. mô tả khoa học đầu tiên năm 1913.